# Tomoaki Hirono
Tomoaki Hirono (広野智章 Hirono Tomoaki?) es uno de los compositores internos de Konami, el cual primeros días con la compañía, trabajó en varios videojuegos tales como en las series de Jikkyou Powerful Pro Yakyuu (junto con Naoyuki Sato), Power Pro Kun Pocket series, Juukou Senki Bullet Battlers, y Bouken Jidai Katsugeki Goemon. Él se involucró en bandas mucho antes de unirse a Konami.
La primera aparición de Tomoaki en Bemani fue en pop'n music GB en 2000 donde escribió un par de canciones. Años después, apareció en pop'n music 17 THE MOVIE donde escribió su primera canción para el videojuego arcade de Bemani. A pesar de que es el más conocido por sus canciones de género étnico, oscila ampliamente desde light pop hasta metal. Fuera de Bemani contribuyó con varios juegos de Konami y es el director de sonido de la serie QUIZ Magic Academy a partir de QUIZ MAGIC ACADEMY Kenja no tobira (QUIZ MAGIC ACADEMY 賢者の扉).
Junto a su aparición en pop'n music 17 THE MOVIE en 2008, Tomoaki empezó a usar "Gekidan Record" como su principal alias para sus "étnicas, melancólicas, melodiosas" canciones. El apodo vino de una combinación de la palabra en inglés "theather" ("gekidan" es la palabra japonesa para "compañía" o "teatro") y "récord".
Aparte de la música y el teatro, su otro interés es el arte y recientemente ha contribuido creando cubiertas (jackets en inglés) para sus propias canciones, también.

## Música principal
La siguiente lista muestra las canciones que fueron creadas por el mismo autor y también con los artistas que trabajó para su elaboración:

- pop'n music GB
  - White Lovers
  - テキサスのガンマン
  - Sea Side City
  - Troika Dance

- pop'n music 17 THE MOVIE
  - レトロ男爵の嘆き

- pop'n music 18 せんごく列伝
  - Liebe～空郷～

- pop'n music 19 TUNE STREET
  - ナスカの丘

- pop'n music 20 Fantasia
  - 荒城メランコリー
  - カラルの月

- pop'n music sunny park
  - Esperanza

- pop'n music ラピストリア
  - 歌劇 月夜のアラビア

- beatmania IIDX 8th style
  - More Move

- beatmania IIDX 17 SIRIUS
  - バビロニア

- beatmania IIDX 20 tricoro
  - YELLOW FROG from Steel Chronicle

- beatmania IIDX 21 SPADA
  - Pharaoh

- beatmania IIDX 22 PENDUAL
  - COLOSSEUM

- GuitarFreaks XG & drummania XG
  - 紅蓮の焔

- GuitarFreaks XG2 & drummania XG2
  - 前髪

- GuitarFreaks XG3 & drummania XG3
  - 侯爵夫人の陰謀

- GITADORA
  - 金輪際のエレジー

- GITADORA OverDrive
  - 狂艶ノ華
  - NAKED SCREAM

- GITADORA Tri-boost
  - EVIL OGRE
  - 天穹鳥-TEN・KYU・CHO-

- jubeat copious
  - 流砂の嵐

- jubeat saucer
  - 我が麗しのバレンシア
  - 闘いの刻-jubeatREMIX-
  - 天上の果て
  - 亡国のヒストリア

- jubeat prop
  - アレスの楯
  - SWEET HOME PARTY

- REFLEC BEAT limelight
  - オープニングテーマ ～クイズマジックアカデミー賢者の扉より～

- REFLEC BEAT colette -Spring-
  - 灼熱の翼

- REFLEC BEAT colette -Summer-
  - アラベスクの回廊

- REFLEC BEAT groovin'!!
  - Benita
  - envidia

- REFLEC BEAT VOLZZA
  - ヴェニスの慕情

- BeatStream
  - Rainbow Magic

- BeatStream アニムトライヴ
  - SPACE VILLAGE